# Chiesa del Sacro Cuore di Gesù (Sotto il Monte Giovanni XXIII)
La chiesa del Sacro Cuore di Gesù è la parrocchiale di Botta, frazione di Sotto il Monte Giovanni XXIII, in provincia e diocesi di Bergamo. Fa parte del vicariato di Capriate-Chignolo-Terno.

## Storia
La necessità di costruire un edificio religioso nella località Botta di Sotto il Monte Giovanni XIII, portò la comunità e la diocesi a incaricare l'ingegnere Luigi Angelini per la realizzazione di un progetto nel 1927. L'anno successivo, l'8 ottobre, fu posta la prima pietra e la chiesa fu completata già nel 1931, pur mancante di arredi. Nel medesimo anno, il 28 marzo fu benedetta da don Enrico Rota e consacrata il 25 agosto 1943 dal vescovo di Bergamo Adriano Bernareggi, che fece dono delle reliquie dei santi Barnaba apostolo, Alessandro di Bergamo e Egidio Abate, titolare della cappella nella località Fontanella, che furono sigillate nell'altare maggiore. Il 7 luglio 1945 il vescovo elevò la chiesa a parrocchiale con l'abbazia di Sant'Egidio. Già pochi anni dopo l'abbazia fu nuovamente smembrata dalla parrocchia per essere poi riunita il 20 novembre 1954 dal vescovo Giuseppe Piazzi.
Seguirono altri passaggi e la chiesa fu elevata a parrocchia del 20 novembre 1986, indicata poi con l'intitolazione di parrocchia del “Sacro Cuore di Gesù e di Sant'Egidio abate” inglobando l'abbazia di Sant'Egidio abate della località di Fontanella, ma mantenendone la sede a Botta di Sotto il Monte Giovanni XXIII.
Nella seconda metà del novecento la chiesa fu oggetto di restauri con la nuova pavimentazione, e successivamente l'adeguamento liturgico secondo le indicazioni del concilio Vaticano II negli anni '80.

## Descrizione

### Esterno
La facciata monumentale della chiesa presenta assonanze con quella dedicata a san Gottardo della frazione Bueggio di Vilminore di Scalve che era stata progettata sempre dall'Angelini nel 1926, dopo che quella cinquecentesca era stata distrutta dalla rovina del Gleno. L'edificio di culto è anticipato da un ampio sagrato con pavimentazione in bolognini di porfido. 
Un protiro anticipa il fronte principale che si presenta con tre aperture a tutto sesto sorrette da pilastri in pietra arenaria e anticipato nella parte centrale. Questa è completa di timpano triangolare.
Il fronte presenta parti con rivestimento in pietra arenaria e altre in intonaco. Quatto lesene la suddividono in più parti terminanti con il cornicione aggettante. Il grande rosone centrale che illumina l'interno dell'aula, è affiancato dalle statue raffiguranti la Fede e la Speranza. Prosegue poi l zona centrale con timpano triangolare dove è presente la statua della Vergine opera di Angelo Gritti del 1986, posta in sostituzione della statua di Giìosuè Marchesi del 1945. Un protiro posto nella facciata nord ospita il protiro dell'ingresso laterale.
Il campanile non fu mai ultimato e risulta mancante della parte culminante che si presenta con la struttura del castello ferrea dove sono presenti le campane.

### Interno
L'interno, anticipato da una bussola lignea, è a navata unica che si sviluppa su tre campate con colonne complete capitelli d'ordine corinzio e basamento. Le colonne reggono la trabeazione completa di cornicione non calpestabile dove s'imposta la volta a botte. L'aula presenta tre cappelle per lato e la zona del presbiterio con pavimentazione in marmo rialzata da due gradini. A sinistra la prima cappella ospita il battistero, e corrispondente sul lato destro la cappella dedicata a san papa Giovanni XXIII. Sul lato destro vi è la cappella dedicata alla Madonna Addolorata, mentre le altre cappelle si presentano senza dedicazione.
L'arco trionfale anticipa la zona presbiteriale che è più stretta rispetto la navata grazie alle pareti inclinate che delimitano l'aula. Cinque gradini in marmo accompagnano all'altare della comunità. La parte termina con il coro absidato completa di volta a catino. Aperture a rosone illuminano la parte.